# Stazione di Cirò
Stazione di Cirò vasútállomás Olaszországban, Cirò Marina településen.

## Vasútvonalak
Az állomást az alábbi vasútvonalak érintik:
- Jonica-vasútvonal

## Kapcsolódó állomások
A vasútállomáshoz az alábbi állomások vannak a legközelebb:
- Stazione di Torre Melissa
- Stazione di Crucoli